# NGC 2263
NGC 2263 је спирална галаксија у сазвежђу Велики пас која се налази на NGC листи објеката дубоког неба.
Деклинација објекта је - 24° 50' 55" а ректасцензија 6h 38m 28,8s. Привидна величина (магнитуда) објекта NGC 2263 износи 12,1 а фотографска магнитуда 12,9. NGC 2263 је још познат и под ознакама ESO 490-19, MCG -4-16-14, IRAS 06364-2448, PGC 19355.